# Fyrstad

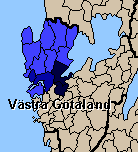
Mörkast blå = Tvåstad.
Näst mörkast = Fyrstad (Trestad saknar Lysekil längst till vänster).
Fyrbodal Kommunalförbund är alla blå kommuner oavsett nyans.

Med Fyrstad brukar avses Lysekils, Uddevalla, Vänersborgs och Trollhättans kommuner i Västra Götalands län. Före länssammanslagningen 1998 låg Lysekil och Uddevalla i Göteborgs och Bohus län, medan Vänersborg och Trollhättan låg i Älvsborgs län.
Fyrstadskommunerna samarbetade tidigare i Kommunalförbundet Fyrstadskansliet.

## Se också
- Räddningstjänsten Fyrbodal